# Политика (Аристотел)
„Политика“ (на гръцки: Πολιτικά) е произведение на Аристотел, което е в допълнение към неговите разработки по етика, отнасящи се към индивида. В текста на трактата думите полис (πόλις) – град и политейа (πολιτεία) – държавно устройство – представят съвременните на Аристотел идеи за държава, гражданска общност и общество:с. 79. Аристотел разглежда полиса като естествена общност и го приема за по-важен от семейството, което на свой ред е по-важно от индивида, ”защото общността трябва по необходимост да бъде по-важна от частта“. Той възприема политиката по скоро като организъм отколкото като машина, и като сбор от части, никоя от които не може да съществува без другите. Представата на Аристотел за града е органична. Той е първият, който има такава представа за града.
Модерната представа за политическа общност е различна от разбиранията на Аристотел. Въпреки че той е бил наясно за съществуването и потенциала на големите империи, естествената общност според Аристотел е градът (полис), който функционира като политическа „общност“ или „сътрудничество“ (koinōnia). Целта на града е не толкова да избегне неправдата или да създаде икономическа стабилност, колкото да даде право на поне някои граждани да живеят добре и да извършват доблестни постъпки: „Политическото партньорство трябва да се възприема като съществуващо за благородните постъпки, а не за целта да се живее заедно.“
Аристотел е известен с неговото изказване, че „човекът по природа е политическо животно“. В други свои текстове Аристотел уточнява, че „човекът“ не е нито животно, нито Бог, а е среда между тези две крайности, и че по своята същност е „животно, притежаващо логоса“, т.е. способността да говори разумно и да обмисля действията си. Оттук известната формула: „Човекът е политическо животно“ означава, че само в полиса – организация, основана не на грубата сила, не на преходни интереси, не на божествени предписания – човекът може да осъществи добродетелта, заложена в неговата същност.

## Оценки
Трактатът на Аристотел участва активно във формирането на европейската политическа идеология през XVII и XIX век, а и до днес. Той е първият значителен паметник на европейската политическа наука и от него произлиза съвременното понятие политика:с. 78.